# 南里沙
南 里沙（みなみ りさ、1987年4月9日 - ）は、日本のクロマティックハーモニカ奏者。兵庫県宝塚市出身。小林聖心女子学院小学校・中学校・高等学校、神戸女学院大学音楽学部音楽学科オーボエ専攻卒業。2014年、HOHNER社とエンドースメント契約を結ぶ。

## 受賞歴
2009年 F.I.H.ドイツ世界大会オープンカテゴリー 準優勝。
2010年 第30回 F.I.H.日本ハーモニカコンクール 3部門にて優勝、同大会の全部門総合グランプリ 受賞。第8回西日本ハーモニカコンテスト 4部門 にて優勝、審査員特別賞受賞。第8回アジア太平洋ハーモニカ大会クロマチックソロオープン（シンガポール） 優勝。
2011年 全日本ハーモニカ連盟 日本ハーモニカ賞 奨励賞。

## ディスコグラフィ

### アルバム

#### オリジナルアルバム
|                         | 発売日                  | タイトル                | 規格品番                |                         |
| キングレコード レーベル | キングレコード レーベル | キングレコード レーベル | キングレコード レーベル | キングレコード レーベル |
| ----------------------- | ----------------------- | ----------------------- | ----------------------- | ----------------------- |
| 1st                     | 2013年05月22日          | Mint Tea                | KICJ-654                |                         |
| 2nd                     | 2015年09月09日          | El Mundo-エル・ムンド-  | KICJ-700                |                         |
| 3rd                     | 2017年03月08日          | Blend                   | KICJ-762                |                         |
| 4th                     | 2018年12月12日          | Canvas                  | KICJ-813                |                         |

#### カバーアルバム
|                         | 発売日                  | タイトル                          | 規格品番                |                         |
| キングレコード レーベル | キングレコード レーベル | キングレコード レーベル           | キングレコード レーベル | キングレコード レーベル |
| ----------------------- | ----------------------- | --------------------------------- | ----------------------- | ----------------------- |
| 1st                     | 2014年06月18日          | RISA Plays CINEMA                 | KICJ-666～7             |                         |
| 2nd                     | 2014年06月18日          | RISA Plays J-songs                | KICJ-668～9             |                         |
| 3rd                     | 2016年02月10日          | RISA PLAYS Classics               | KICJ-747                |                         |
| 4th                     | 2016年02月10日          | RISA PLAYS J-Songs2〜童謡・唱歌〜 | KICJ-748                |                         |
| 5th                     | 2020年03月04日          | RISA Plays JAZZ                   | KICJ-838                |                         |

### レコーディング参加作品
- NHK
  - 名曲アルバム「雪の降るまちを」
  - 第37回創作テレビドラマ大賞「希望の花」
  - 連続テレビ小説「半分、青い。」
- TBS&WOWOW共同制作ドラマMOZUスピンオフ「大杉探偵事務所」
- JR東海2016秋CM「そうだ 京都、行こう。」[2]
- PlayStation 4 「GRAVITY DAZE2」
- Nintendo Switch「オクトパストラベラー」トレサのテーマ
- PlayStation 4 『新サクラ大戦』天宮さくらキャラクターソング「乙女なんですよ」

## ライブ
- 南里沙 - クロマチックハーモニカとの出会い（2014年6月19日、兵庫県立芸術文化センターKOBELCO 大ホール）
- 神戸朝日ホール 南里沙 スペシャル コンサート（2015年2月1日、兵庫・神戸朝日ホール）- ギター：渡辺具義、ピアノ：ただすけ
- 南里沙 with アロージャズオーケストラ（2016年4月30日、ビルボードライブ大阪）

### ゲスト出演
- 大月みやこ 2014 秋のコンサート（2014年10月1日、東京・三越劇場）
- サントリーホール フェスティバル2015 オープニング・フェスタ（2015年10月3日）指揮：藤岡幸夫、オーケストラ：東京交響楽団
- Tomorrow Concert（2016年3月10日、	ザ・シンフォニーホール）- 共演：京都フィルハーモニー室内合奏団
- 神野美伽 特別公演（2016年12月2日 - 20日、大阪・新歌舞伎座） - 11日間17公演出演
- カラオケレインボー 1万人の歌謡曲 （2017年4月9日、大阪城ホール） - 指揮：中村泰士
- 陸上自衛隊第１音楽隊 第34回ふれあいコンサート（2018年9月2日、東京・板橋区立文化会館）- 共演：陸上自衛隊 第1音楽隊
- 〜石油の日チャリティーコンサート〜 めざましクラシックス in ヨコハマ Produced by ちさ子&軽部（2018年9月18日、神奈川・横浜みなとみらいホール）- 共演：高嶋ちさ子、イルカ
- ガンガラーの谷 presents 魂の音楽祭 マブイオト vol.10 produce by coba（2018年11月24･25日、沖縄・ガンガラーの谷 ケイブカフェ）- 共演：coba、沖仁、上間綾乃
- 佐藤竹善 Presents Cross your fingers 21（2019 年 5月4日、大阪・オリックス劇場）- 共演：佐藤竹善、馬場俊英、半崎美子、清塚信也、藤井フミヤ、塩谷哲、大儀見元、Sinon、K
- 大阪新歌舞伎座 開場60周年記念「三山ひろし 特別公演」（2019年9月1日 - 19日、大阪・新歌舞伎座）- 計19公演出演
- 田中公平作家生活 40＋1周年 記念コンサート（2021年4月11日、東京・王子ホール）
- 日比谷音楽祭 2021（2021年5月30日、東京・日比谷公園<生配信オンライン開催>）共演：亀田誠治、アイナ・ジ・エンド、上妻宏光
- 福田こうへいコンサート2021〜10周年記念スペシャル〜（2021年11月6日 - 12日、大阪・新歌舞伎座）- 全10公演出演
- ARK Hills Music Week 2022（2022年10月10日、東京・アークヒルズカフェ）
- 勝尾寺 奉納演奏（2022年11月12日・19日、大阪・勝尾寺）- 各日3回演奏
- 令和にっぽん!演歌の夢まつり2023（2023年）[3] - 全10公演出演
  - 2月22日、埼玉・大宮ソニックシティ - 共演：前川清、藤あや子、市川由紀乃、丘みどり、三山ひろし、真田ナオキ、新浜レオン、朝花美穂
  - 3月17日、愛知・愛知県芸術劇場 大ホール - 共演：小林幸子、丘みどり、竹島宏、大江裕、パク・ジュニョン、真田ナオキ、新浜レオン、朝花美穂
  - 4月15日、新潟・新潟県民会館 大ホール - 共演：前川清、小林幸子、市川由紀乃、福田こうへい、大江裕、新浜レオン、朝花美穂
  - 4月21日、宮城・仙台サンプラザホール - 共演：前川清、川中美幸、水森かおり、市川由紀乃、福田こうへい、真田ナオキ、新浜レオン
  - 5月24日、東京・東京国際フォーラム ホールA - 共演：前川清、由紀さおり、水森かおり、市川由紀乃、丘みどり、竹島宏、大江裕、辰巳ゆうと、新浜レオン、朝花美穂、田中あいみ
- えんがわ音楽祭〜水の音コンサート〜（2023年10月1日、奈良・洞川温泉）- 共演：南佳孝、太田裕美、押尾コータロー、山口岩男、横田美穂
- 勝尾寺奉納演奏（2023年11月11日・26日、大阪・勝尾寺）- 各日3回演奏
- 勝尾寺奉納演奏（2024年11月23日・24日、大阪・勝尾寺）- 各日3回演奏
- 日比谷音楽祭 2025（2025年5月31日（土）、東京・日比谷公園）

## オーケストラ共演歴
- ウクライナ国立キエフ交響楽団
- INSO国際新交響楽団
- ブルガリア国立ソフィアフィルハーモニー
- 関西フィルハーモニー管弦楽団
- 東京交響楽団
- 京都フィルハーモニー室内合奏団

## メディア出演

### テレビ出演
2009年
- ちちんぷいぷい音楽祭（MBS）

2012年
- ジャズライブKOBE（NHK神戸）
- お元気ですか日本列島（NHK）

2013年
- ザ・プライムショー（WOWOW）
- ぐるっと関西おひるまえ（NHK大阪）
- ウィークリーニュースONZE（BS11）
- ZIP!（日本テレビ） - 「チューモーク!」コーナーゲスト
- 報道ステーション（テレビ朝日） - 楽曲使用 w/ クレジット

2014年
- おちゃのこSaiSai（J:COM）
- 2時コレ!しっとぉ!?（サンテレビ）
- ニュースKOBE発（NHK神戸）

2015年
- ぐるっと関西おひるまえ（NHK大阪）
- エンター・ザ・ミュージック（BSジャパン）
- ぽじポジたまご（京都テレビ）
- スッキリ!!（日本テレビ）

2016年
- ぽじポジたまご（京都テレビ）

2017年
- バナナ♪ゼロミュージック（NHK総合）
- おんがく交差点（BSジャパン）
- エクストリームBeauty（DHCテレビ）

2019年
- サワダデース（KBCテレビ）
- 第51回 思い出のメロディー （NHK総合） - 共演：ジェジュン
- 第61回 輝く！日本レコード大賞（TBS） - 共演：島津亜矢

2020年
- 関ジャム 完全燃SHOW（テレビ朝日）
- パネルクイズ アタック25 （テレビ朝日）

2023年
- 令和にっぽん!演歌の夢まつり 2023（BS-TBS）[4]

### ラジオ出演
2012年
- 三上公也の情報アサイチ!（ラジオ関西）

2013年
- DOCOMO Presents いつもふたりで・・・（FMヨコハマ）
- 4 SEASONS（KISS FM KOBE）
- SUNNYSIDE BALCONY（α-STATION）
- トリコロール（FM滋賀）
- 金曜やのパンチ★（KBSラジオ）
- かんさい土曜ほっとタイム（NHKラジオ第一）
- DOCOMO Presents THE SESSION（BayFM）
- なみはな（NHK-FM大阪）
- こんちはコンちゃんお昼ですよ!（MBSラジオ）
- THE VOICE（JFN）
- 大沢悠里のゆうゆうワイド（TBSラジオ）
- 安住紳一郎の日曜天国（TBSラジオ）
- 久米宏ラジオなんですけど（TBSラジオ）
- 宮本文昭の音楽、雑学、人生楽（MUSIC BIRD）
- The Music Now（ABCラジオ）
- 三上公也の情報アサイチ!（ラジオ関西）

2014年
- 川久保秀一のSaturday Music Flow（むさしのFM）
- お昼のレコード室（ぎふチャンラジオ）
- 午後のまりやーじゅ（NHKラジオ第一）
- 押切もえmoe’s up（Bayfm）
- 吉田照美 飛べ!サルバドール（文化放送）
- 4SEASONS（Kiss FM）
- 羽川英樹 ハッスル!（ラジオ関西）
- おしなってる!?（さくらFM）
- 中島静香の NICE&EASY（FM宝塚）
- ラジオ土曜便（岐阜放送ぎふチャンラジオ）

2015年
- たからづか発!口笛ラジオ（FM宝塚）
- ほんまもん!原田年晴です（ラジオ大阪）
- OH! HAPPY MORNING（JFN）
- すっぴん!（NHKラジオ第一）
- 富澤一誠 age free music（JFN）
- THE PRESENT（Bayfm）
- おとなの駄菓子屋（MBSラジオ）
- 鈴木康博 メインストリートをつっ走れ（AMラジオ）
- サタデーモーニング（ラジオ大阪）

2016年
- NEW YEAR SPECIAL omni7 presents Tokyo lifestyle navi（ニッポン放送）
- 大沢悠里のゆうゆうワイド（TBSラジオ）
- 峰竜太のミネスタ（ラジオ日本）
- 楽器楽園〜ガキパラ〜 for all music-lovers（文化放送）
- 志の輔ラジオ 落語DEデート（文化放送）
- なみはな（NHK FM）
- ほんまもん!原田年晴です（ラジオ大阪）
- 夕刊ゴジらじ（NHK名古屋 ラジオ）
- 木村勉の元気いっぱいナイストーク（ラジオ大阪）
- 押尾コータローの押しても弾いても（MBSラジオ）
- ラジオ深夜便【人ありて街は生き】〜4オクターブが紡ぎ出す世界〜（NHKラジオ第一）
- Startline（FMヨコハマ）
- THE MAGNIFICENT FRIDAY（FM COCOLO）
- 午後もやっぱり764（ラジオ石巻）
- 武田和歌子のぴたっと。（ABCラジオ）

2017年
- ほんまもん!原田年晴です（ラジオ大阪）
- ラジオ深夜便（NHKラジオ第1）
- THE MAGNIFICENT FRIDAY（FM COCOLO）
- なみはな（NHK FM）
- 三上公也の情報アサイチ!（ラジオ関西）
- HIRO T'S AMUSIC MORNING（FM COCOLO）
- ON THE PLANET（JFN38局）
- 歌は世につれ・・・歌好きドン!（ラジオ大阪）
- 川久保秀一のSturdy Music Flow!（むさしのFM）
- CRK ミュージックヘッズ（ラジオ関西）
- KONISHIKIのLEALEA SATURDAY（NACK5）
- Age Free Music!（NACK5）

2018年
- HIRO T'S AMUSIC MORNING（FM COCOLO）
- ほんまもん!原田年晴です （ラジオ大阪）
- ココロ・イー・スタシオン（ぎふチャンラジオ）
- NDS presents 高嶋ちさ子 Gentle Wind（FM AICHI）
- 森谷威夫のお世話になります!!（KBS京都）
- KYOTO AIR LOUNGE（α-STATION）

2019年
- 第61回 輝く！日本レコード大賞（TBSラジオ）
- 第51回 思い出のメロディー （NHKラジオ第1）
- ほんまもん!原田年晴です （ラジオ大阪）
- HIRO T'S AMUSIC MORNING（FM COCOLO）
- 笑い飯哲夫の明るく元気な大念佛寺（MBSラジオ）
- style!（FM滋賀)
- PAO〜N（KBCラジオ）
- 夕方じゃんじゃん（KBCラジオ）

2020年
- 大西貴文のTHE NITE（TMF）
- 三上公也の朝は恋人（ラジオ関西）
- ありがとう浜村淳です（MBSラジオ）
- World Jazz Warehouse（FM COCOLO）
- 上泉雄一の日夜もええなぁ!（MBSラジオ）
- THE MAGNIFICENT FRIDAY（FM COCOLO）
- 原田伸郎のびのび金ようび（ラジオ関西）
- FM COCOLO AIR MUSIC FESTIVAL FROM OUR LIVING ROOMS（FM COCOLO）
- 佐藤竹善 Presents Cross your fingers SPECIAL（FM COCOLO）
- RINREI CLASSY LIVING（J-WAVE）
- 笑福亭瓶吾と愉快な仲間たち（FM宝塚）

2021年
- 原田年晴 かぶりつきフライデー!（ラジオ大阪）
- みやけなおこの♡あいあいワールド（FM aiai）

2022年
- たからづかタウンガイド（FM宝塚）
- YuiのホッとTime Monday（ラヂオきしわだ）

2023年
- OBCグッドアフタヌーン!#ラジぐぅ （ラジオ大阪）
- 原田年晴 かぶりつきマンデー!（ラジオ大阪）

### CM
- J：COMステーションID「宝塚・南里沙編」（2014年）
- JR東海『そうだ 京都、行こう。』「天龍寺篇」（2016年）
- SONY『Xperia XZ1』「ハーモニカ篇」（2018年）

## 書籍

### 著書
- 『クロマチック・ハーモニカのしらべ 』(リットーミュージック、2025年3月17日)〈リットーミュージック・ムック〉 ISBN 978-4845642540

## 南里沙のココだけの話
- コロナ禍を契機に始まったYouTubeライブ配信番組。2020年8月21日から配信開始。

- 毎週金曜日22時から約１時間半、生配信している。コロナ明けで活動が増加したことにより、2023年5月頃からは曜日を決めずに週１回配信している。

- 毎週テーマを決めて、リクエストに応えながらクロマチックハーモニカで曲を演奏する。配信終了後に今週の一曲として動画を上げている。

- 動画演奏における使用楽器はクロマチックハーモニカがメインだが、ウインドシンセサイザーのEWI SOLOも多用している。

## その他
- 全国地域安全運動 大阪府旭区 一日警察署長（2013年）
- 大阪府 春の全国交通安全運動（2014年）
- 大阪府 飲酒運転防止ピリオド（2014年）
- 宝塚市大使（2019年 - ）
- 曽根崎警察署一日署長[5]（2024年9月23日）